# پاسخ تصویر

نمودارهایی که مشکل پاسخ تصویر را در یک سوپرهترودین نشان می‌دهند. محورهای افقی فرکانس و محورهای عمودی ولتاژ هستند. بدون فیلتر RF مناسب، هرگونه سیگنال رادیویی S2 (سبز) از آنتن در فرکانس تصویر همچنین به فرکانس آی‌اف هترودین می‌شود همراه با سیگنال رادیویی مورد نظر S1 (آبی) در ، بنابراین هر دو از فیلتر IF عبور می‌کنند (قرمز). بنابراین S2 با S1 تداخل دارد.

پاسخ تصویر (یا درست‌تر نرخ حذف پاسخ تصویر (به انگلیسی: Image Response Rejection Ratio) یا IMRR) اندازه‌گیری عملکرد یک گیرنده رادیویی است که عمل بر اساس اصل سوپرهترودین عمل می‌کند.
در چنین گیرندهٔ رادیویی، یک نوسان‌ساز محلی (LO) برای هترودین یا «ضرب» در مقایسه با فرکانس رادیویی (RF) آمده استفاده می‌شود و فرکانس‌های مجموع و تفاضل را تولید می‌کند. یکی از اینها در فرکانس میانی (IF) خواهد بود و انتخاب و تقویت می‌شود. گیرنده رادیویی به هر سیگنالی در فرکانس آی‌اف طراحی شده خود پاسخ می‌دهد، از جمله سیگنال‌های ناخواسته. به عنوان مثال، با یک ال‌او تنظیم‌شده (به انگلیسی: tuned) روی ۱۱۰ مگاهرتز، دو فرکانس سیگنال ورودی وجود دارد که می‌توانند فرکانس آی‌اف ۱۰ مگاهرتز تولید کنند. سیگنال پخش شده در ۱۰۰ مگاهرتز (سیگنال مورد نظر) و مخلوط شده با ال‌او ۱۱۰ مگاهرتز فرکانس مجموع ۲۱۰ مگاهرتز (نادیده گرفته شده توسط گیرنده) و فرکانس تفاضل را در ۱۰ مگاهرتز مورد نظر ایجاد می‌کند. با این حال، سیگنال پخش شده در ۱۲۰ مگاهرتز (سیگنال ناخواسته) و مخلوط با ال‌او ۱۱۰ مگاهرتز فرکانس مجموع ۲۳۰ مگاهرتز (نادیده گرفته شده توسط گیرنده) و فرکانس تفاضل نیز در ۱۰ مگاهرتز ایجاد می‌کند. سیگنال ۱۲۰ مگاهرتز را تصویر سیگنال مورد نظر در ۱۰۰ مگاهرتز می‌نامند. توانایی گیرنده برای حذف این تصویر نرخ حذف تصویر (IMRR) سیستم را می‌دهد.

## فرمول‌های حذف تصویر
نرخ حذف فرکانس تصویر (IRR) با فیلتر RF آن مشخص می‌شود که می‌تواند بر اساس پاسخ نسبی آن به یک مدار تنظیم شده موازی تعیین شود.
{\displaystyle IRR={\sqrt {1+\rho ^{2}Q^{2}}}}
در ینجا،
{\displaystyle \rho ={\frac {f_{IMAGE}}{f_{RF}}}-{\frac {f_{RF}}{f_{IMAGE}}}} و Q ضریب کیفیت است.
نرخ حذف تصویر برای مقدار ناتوازنی بهره {\displaystyle \gamma ,(\epsilon =\gamma -1)} و ناتوازنی فاز {\displaystyle \phi } تعیین می‌شود با،
{\displaystyle IMRR={\frac {\gamma ^{2}+1+2\gamma cos(\phi )}{\gamma ^{2}+1-2\gamma cos(\phi )}}\approx {\frac {4}{\epsilon ^{2}+\phi ^{2}}}}